# O duchu i źródłach poezji w Polszcze
O duchu i źródłach poezji w Polszcze – rozprawa literacka Maurycego Mochnackiego, która pojawiła się w roku 1825 na łamach 2. numeru wydawanego przez Michała Podczaszyńskiego "Dziennika Warszawskiego". Pojawiła się następnie w Pismach po raz pierwszy edycją książkową objętych, wydanych we Lwowie w roku 1910.
Dzieło stanowi próbę sprecyzowania polskiego romantyzmu, natury człowieka, czynników narodotwórczych, świadomości, cywilizacji i postępu. Intuicję poznawczą, będącą jego zdaniem wartością łączącą doświadczenia przeszłe i obecne, stawiał Mochnacki w opozycji do myślenia racjonalnego. W rozprawie tej zawarł m.in. nadzieję na powstanie literatury, która mogłaby służyć narodowi (nie będąc jednak jego narzędziem). Praca krytykowana m.in. przez Joachima Lelewela za inspirację wzorami skandynawskimi, o których wspominał Mochnacki jako o czynniku mogącym inspirować polskich romantyków.